# پایگاه هوایی المنهاد
پایگاه هوایی المنهاد یک فرودگاه نظامی با کد یاتا NHD است که یک باند فرود آسفالت دارد و طول باند آن ۳۹۵۳ متر است. این فرودگاه در شهر دبی کشور امارات متحده عربی قرار دارد و در ارتفاع ۵۰ متری از سطح دریا واقع شده‌است.